# Sola al mio matrimonio
Sola al mio matrimonio (Seule à mon mariage) è un film del 2018 scritto e diretto da Marta Bergman.
Il film ruota attorno al desiderio di indipendenza di una giovane ragazza rumena appartenente all'etnia Rom, interpretata da Alina Serban.

## Distribuzione
Il film è stato presentato in anteprima al Festival di Cannes il 10 maggio 2018.
La pellicola è stata distribuita nelle sale cinematografiche belghe a partire dal 6 febbraio 2019. In Italia, la data d'uscita del film era inizialmente fissata per il 5 marzo 2020. A causa della pandemia di COVID-19 del 2019-2021, questa è stata posticipata al 1º ottobre 2020, con distribuzione Cineclub Internazionale.

## Riconoscimenti
- 2019 – Glasgow Film Festival[3]
  - Candidatura come miglior film
- 2020 – Premi Magritte[4]
  - Migliori costumi a Claudine Tychon
  - Candidatura come miglior film
  - Candidatura come migliore opera prima a Marta Bergman
- 2018 – Namur Film Festival[3]
  - Candidatura come migliore opera prima a Marta Bergman
- 2018 – Rome Independent Film Festival[3]
  - Miglior attrice a Alina Serban
  - Candidatura come miglior film